# 罗光水库
罗光水库，位于中国广东省罗定市分界镇境内，是罗定江上游支流新榕河上的一座中型水库，属于金银河水库枢纽灌区工程的补偿调节水库。1976年7月开始兴建，1988年11月开始试运行。水库控制流域面积42.1平方千米，总库容3150万立方米。主坝最大坝高53.58米，坝顶长205米，顶宽8米。水库以灌溉为主，兼顾防洪、发电。水库灌区总干渠长9千米，灌溉面积1420公顷。坝后电站总装机容量2×630千瓦，年发电量363万千瓦时。